# Jack Hick
John B. Hick (1912 – sau 1938) là một cầu thủ bóng đá người Anh từng thi đấu ở vị trí hậu vệ và left half. Ông có hơn 80 lần ra sân ở Football League trong những nằm trước Thế chiến thứ hai.

## Sự nghiệp
Hick được ký hợp đồng bởi Bristol City từ Birmingham vào tháng 8 năm 1934, và có 84 lần ra sân ở Giải vô địch cho câu lạc bộ trong 5 mùa giải. Hick chuyển đến Ipswich Town vào mùa hè năm 1939, và thi đấu 2 trận trước khi mùa giải Football League 1939-40 bị hủy bỏ do chiến tranh.